# Ascorhizoctonia intermedia
Ascorhizoctonia intermedia är en svampart som beskrevs av Egger, Chin S. Yang & Korf 1985. Ascorhizoctonia intermedia ingår i släktet Ascorhizoctonia och familjen Pyronemataceae.   Inga underarter finns listade i Catalogue of Life.